# Gruner + Jahr
Pour les articles homonymes, voir Gruner et Jahr.
Gruner + Jahr (ou G+J) est un groupe de presse allemand qui a été créé en 1965. 
En Allemagne, G+J est le premier éditeur de presse, avec une cinquantaine de magazines dont Stern, Capital (de), Geo, Gala, Brigitte, Essen und Trinken et Schöner Wohnen. Le groupe est également présent dans la presse quotidienne avec, en particulier, le Financial Times Deutschland dont il a racheté la participation de Pearson.
Hors Allemagne, G+J édite une cinquantaine de magazines via ses filiales implantées en France, en Espagne, en Italie, en Pologne, aux États-Unis, en Russie, en Chine, en Autriche et aux Pays-Bas. Les deux principales filiales internationales du groupe sont Prisma Media à Paris et G+J USA Publishing Company à New York.

## Histoire
Premier groupe de presse magazine en Europe, Gruner + Jahr est, en 2004, détenu à 74,9 % par le groupe Bertelsmann et à 25,1 % par la famille Jahr (de).
En octobre 2014, Bertelsmann acquiert les parts qu'il ne détient pas, soit 25,1 %, dans Gruner + Jahr pour un montant inconnu.
Le 13 décembre 2020, le groupe Vivendi annonce être entré en négociations exclusives avec Gruner + Jahr pour la cession de Prisma Media, le leader de la presse magazine en France. Prisma Médias possède de gros titres comme Femme actuelle, Voici, Gala, Geo ou Capital. Cette acquisition est faite en mai 2021, pour entre 100 et 120 millions d'euros.
En août 2021, RTL Group acquiert Gruner + Jahr à Bertelsmann pour 230 millions d'euros.